# Décès en 1945
Décès
- 1941
- 1942
- 1943
- 1944
- 1945
- 1946
- 1947
- 1948
- 1949

Cet article présente une liste de personnalités mortes au cours de l'année 1945.

Les mois de l'année font également l'objet de listes spécifiques :

## Décès par mois

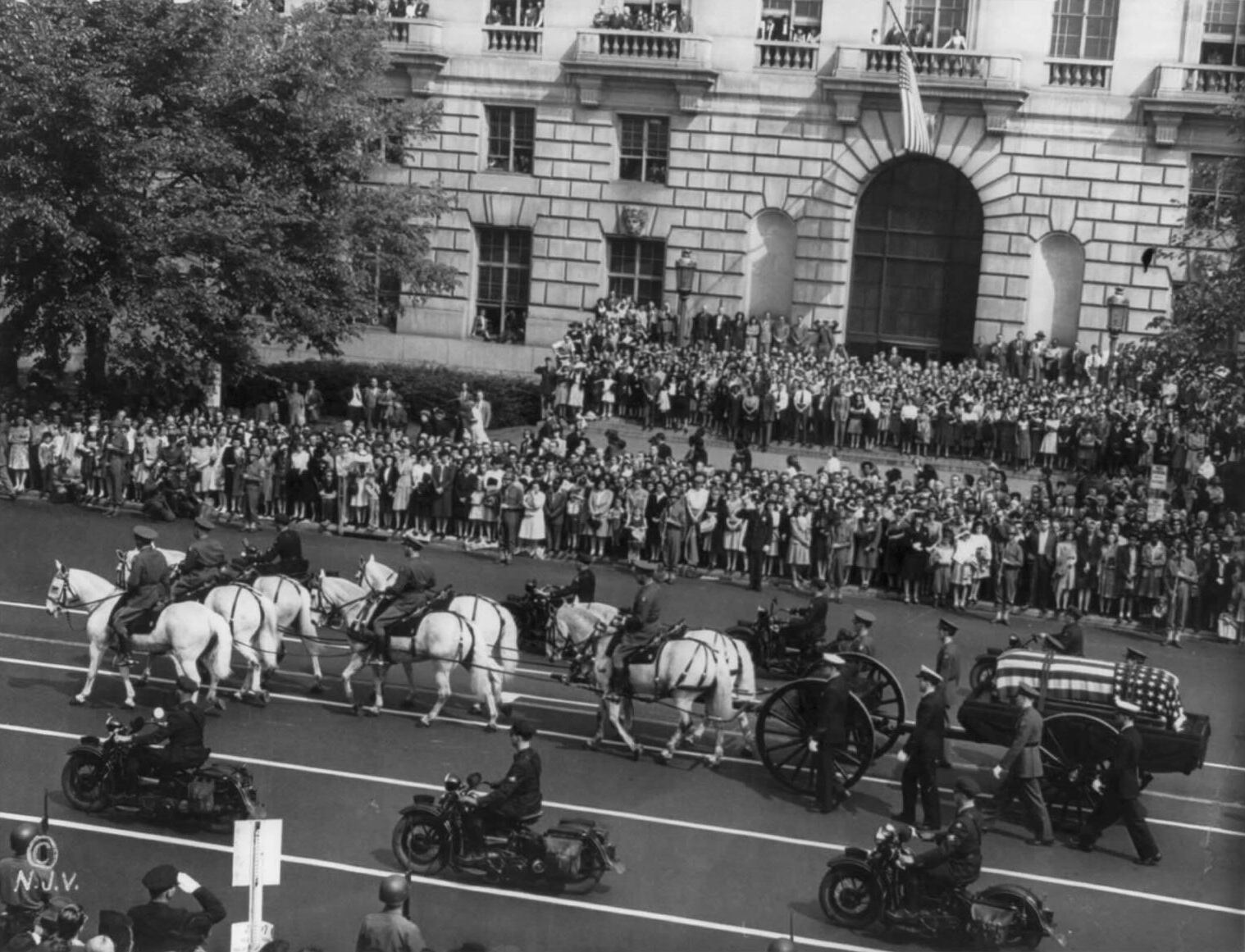
Funérailles de Franklin Delano Roosevelt

### Inconnu
- Alfredo Gauro Ambrosi, peintre italien (° 8 août 1901).
- Dragomir Arambašić, sculpteur et peintre serbe puis yougoslave (° 1881).
- Mohamed Benabdeslam Al-Brihi, mâalem (maître) marocain de la musique arabo-andalouse (° 1850).
- Hermann Delpech, peintre français (° 6 août 1864).
- Henriette Dubois-Damart, peintre pastelliste française (° 1885).
- Jean-Amédée Gibert, peintre, architecte et conservateur français (° 28 janvier 1869).
- Adolfo Scarselli, peintre de genre italien (° 1er novembre 1866).
- Heinz Schubert, compositeur et chef d'orchestre allemand (° 8 avril 1908).

- Vers 1945 :
  - Lhadj Belaïd, poète marocain d'expression berbère chleuhe (° vers 1873).
  - Henri Dodelier, militaire, illustrateur et peintre français (° 9 octobre 1862).
  - postérieurement au 19 janvier 1945 : Régis Messac, écrivain français (° 2 août 1893).

- 1942 ou 1945 :
  - Boris Zvorykine, peintre, illustrateur et traducteur russe puis soviétique (° 1er octobre 1872).

### Janvier
- 1er janvier : Hermann Buse, coureur cycliste allemand (° 27 février 1907).
- 2 janvier : Ajjada Adibhatla Narayana Dasu, écrivain, compositeur, musicien et littérateur indien (° 31 août 1864).
- 4 janvier : Fritz Elsas, homme politique allemand (° 11 juillet 1890).
- 6 janvier :
  - Heinz Alt, compositeur allemand (° 1922).
  - Nina Coote, joueuse de croquet irlandaise (° 23 septembre 1883).
  - Vladimir Vernadsky, géologue russe (° 12 mars 1833).
- 7 janvier : Mikhal Vitouchka, activiste politique russe puis soviétique qui a lutté pour l'indépendance de la Biélorussie (° 5 novembre 1907).
- 8 janvier : Théodore Akimenko, pianiste, musicologue et compositeur ukrainien (° 20 février 1876).
- 11 janvier : Ada Negri, poétesse italienne (° 3 février 1870).
- 14 janvier : Vilhelms Purvītis, peintre letton (° 3 mars 1872).
- 17 janvier :
  - István Réti, peintre hongrois (° 26 décembre 1872).
  - Teodoro Wolf Ferrari, peintre italien (° 29 juin 1878).
- 23 janvier : Louis Le Bastard, officier, compagnon de la Libération (° 4 mai 1906).
- 25 janvier : : René Carmille, polytechnicien français et créateur du Service national des statistiques (° 8 janvier 1886).
- 26 janvier : Ma Lin, homme politique chinois (° 1873).
- 27 janvier : Daniël Belinfante, compositeur néerlandais (° 6 mars 1893).
- 31 janvier : Benoît Hartmann, peintre français (° 27 janvier 1865).

### Février
- Franz Czeminski, homme politique allemand (° 11 février 1876).
- 1er février : Teresa Bogusławska, poétesse polonaise (° 13 juillet 1929).
- 2 février : Johannes Popitz, homme politique allemand (° 2 décembre 1884).
- 3 février : José Rolón, compositeur, chef d'orchestre et professeur de musique mexicain (° 22 juin 1876).
- 4 février :
  - René Brecheisen, résistant français (° 23 octobre 1904).
  - Aladár Huszár, homme politique hongrois (° 10 mai 1885).
  - Georges Lapierre, instituteur syndicaliste et résistant français (° 28 février 1886).
- 6 février : Robert Brasillach, écrivain français (exécuté) (° 31 mars 1909).
- 8 février : Robert Mallet-Stevens, architecte français (° 24 mars 1886).
- 11 février : Takahashi Hiroaki, peintre japonais (° 2 janvier 1871).
- 17 février : Ferdinand Gueldry, peintre et illustrateur français (° 21 mai 1858).
- 19 février :
  - Achille Beltrame, peintre et illustrateur italien (° 18 mars 1871).
  - Nikolaï Bogdanov-Belski, peintre russe puis soviétique (° 6 décembre 1868).
- 22 février : Jan van Hout, coureur cycliste néerlandais (° 17 octobre 1908).
- 24 février :
  - Henry Bouvet, peintre français (° 5 novembre 1859).
  - William Elmer, acteur américain (° 25 avril 1869).
- 26 février : Hashimoto Kansetsu, peintre japonais du style nihonga (° 10 novembre 1883).
- 27 février : Isidore Odorico, mosaïste et footballeur français (° 30 octobre 1893).

### Mars
- 2 mars : Jean-Baptiste Lemire, compositeur français (° 8 juin 1867).
- 6 mars :
  - Étienne Martin, peintre compositeur et écrivain français (° 27 juillet 1856).
  - Milena Pavlović-Barili, peintre et poétesse serbe puis yougoslave (° 5 novembre 1909).
- 8 mars : Jan van der Linde, peintre néerlandais (° 3 janvier 1864).
- 10 mars : 
  - Eleanor Fortescue-Brickdale, illustratrice et peintre britannique (° 25 janvier 1872).
  - Adrien Karbowsky, peintre, dessinateur, architecte et décorateur français (° 15 décembre 1855).
- 12 mars : Anne Frank, jeune juive néerlandaise, deviendra célèbre après la publication de son journal (° 12 juin 1929).
- 13 mars :
  - Pietro Fossati, coureur cycliste italien (° 29 juin 1905).
  - Sinclair Hill, réalisateur, scénariste, producteur et acteur britannique (° 10 juin 1894).
  - Ludwig Rochlitzer, compositeur et avocat autrichien (° 25 août 1880).
- 14 mars : Alexander Granach, acteur austro-hongrois (° 18 avril 1890).
- 15 mars :
  - Louis Bausil, peintre français (° 22 juin 1876).
  - Pierre Drieu la Rochelle, écrivain français (° 3 janvier 1893).
  - Adolf Fényes, peintre hongrois (° 29 avril 1867).
  - Guillaume-Ernest Pellus, peintre et peintre verrier français (° 17 juin 1878).
  - Henry Victor, acteur britannique (° 2 octobre 1892).
- 18 mars : Louis d'Iriart d'Etchepare, homme politique français (° 24 juillet 1859).
- 23 mars : Henri Leclercq, théologien et historien de l'Église catholique franco-belge (° 4 décembre 1869).
- 24 mars :
  - Robert Dauber, compositeur et violoncelliste allemand (° 27 août 1922).
  - Malva Schalek, peintre austro-hongroise puis tchécoslovaque d'origine juive (° 18 février 1882).
- 25 mars : Henry A. Barrows, acteur américain (° 29 avril 1875).
- 26 mars : David Lloyd George, homme politique britannique (° 17 janvier 1863).
- 29 mars : Sarah Jane Eddy, peintre et photographe américaine (° 3 mai 1851).
- 30 mars : Eugène Maës, footballeur français (° 15 septembre 1890).
- 31 mars : Hans Riegel, fondateur de l'entreprise allemande de confiserie Haribo (° 3 avril 1893).
- ? mars : Emīlija Gruzīte, peintre lettonne (° 7 septembre 1873).

### Avril
- 1er avril : 
  - Henri Letocart, organiste et compositeur français (° 6 février 1866).
  - Blanche Paugam, résistante française (° 23 mai 1898).
- 2 avril : Fredrik Kolstø, peintre norvégien (° 5 mars 1860).
- 3 avril : 
  - Jean Burger, résistant français, militant communiste, fondateur du groupe de résistance « Mario » (° 16 février 1907).
  - Arthur Vanderpoorten, homme politique belge (° 17 février 1884).
- 4 avril : Constantin Vechtchilov, peintre impressionniste russo-américain (° 1877).
- 7 avril : Nina Alexandrowicz, peintre, aquarelliste et sculptrice française (° 1888).
- 10 avril :
  - Constant Detré, peintre français (° 2 janvier 1891).
  - Julien Roger, maître fusilier marin, compagnon de la Libération (° 17 décembre 1919).
  - Lucien Storme, coureur cycliste belge (° 18 juillet 1916).
- 12 avril : Franklin Delano Roosevelt, président des États-Unis (° 30 janvier 1882).
- 13 avril : René Desvignes, gendarme et résistant français (° 17 octobre 1909).
- 14 avril :
  - Fejzi Bej Alizoti, homme politique albanais (° 22 septembre 1874).
  - Kārlis Skalbe, écrivain, poète et homme politique letton (° 7 novembre 1879).
  - Aruth Wartan, acteur et producteur de cinéma russe puis soviétique (° 26 juin 1880).
- 16 avril : Hugo von Abercron, officier allemand de grade generalmajor, aéronaute et auteur de non-fiction (° 24 octobre 1869).
- 19 avril : Albert Hermann, archéologue et géographe allemand (° 20 janvier 1886).
- 20 avril : Erwin Bumke, juge et homme politique allemand (° 7 juillet 1874).
- 22 avril : Käthe Kollwitz, sculptrice, graveuse et dessinatrice allemande (° 8 juillet 1867).
- 24 avril : Friedrich Kayssler, acteur de théâtre et de cinéma, écrivain, directeur de théâtre et compositeur allemand (° 7 avril 1874).
- 26 avril : 
  - Raoul Clainchard, résistant français pendant la Seconde Guerre mondiale (° 26 août 1920).
  - Lucie Delarue-Mardrus, poétesse, romancière, journaliste, historienne, sculptrice et dessinatrice française (° 3 novembre 1874).
- 28 avril :
  - Nicola Bombacci, homme politique italien (° 24 octobre 1879).
  - Jean Daligault, prêtre, résistant, peintre et sculpteur français (° 8 juin 1899).
  - Benito Mussolini, journaliste, idéologue et homme d'État italien (° 29 juillet 1883).
- 29 avril : George Sidney, acteur américain d'origine hongroise (° 18 mars 1877).
- 30 avril :
  - Eva Braun, compagne d'Adolf Hitler (° 6 février 1912).
  - Adolf Hitler, dictateur allemand d'origine autrichienne (suicidé) (° 20 avril 1889).
  - Chris Lebeau, peintre, graphiste, professeur d'art, théosophe et anarchiste néerlandais (° 26 mai 1878).
- ? avril : Josef Čapek, peintre, écrivain, photographe et illustrateur austro-hongrois puis tchécoslovaque (° 23 mars 1887).

### Mai
- 1er mai :
  - Mohammed El-Ghazali Ben El-Haffaf, militant algérien du Parti du peuple algérien (° 1er octobre 1923).
  - Joseph Goebbels, ministre nazi de la Propagande (suicidé) (° 29 octobre 1897).
- 2 mai : Eugène Vaulot, militaire français  (° 1er juin 1923).
- 5 mai :
  - Tytus Czyżewski, peintre, poète et critique d'art polonais (° 28 décembre 1880).
  - Lucien Rottée, directeur des Brigades Spéciales (° 1893).
- 8 mai : Julius Hirsch, footballeur international allemand (° 7 avril 1892).
- 10 mai : Jacob Macznik, peintre polonais (° 1905).
- 13 mai :
  - Fritz Amreich, homme politique allemand (° 18 juillet 1895).
  - Bernard Essers, dessinateur, illustrateur, graveur, aquarelliste et peintre-verrier néerlandais (° 11 mars 1893).
- 18 mai : Émile Rotiers, homme politique belge (° 30 septembre 1867).
- 23 mai : Heinrich Himmler dirigeant nazi (° 7 octobre 1900).
- 24 mai : Constantin Gorbatov, peintre russe (° 17 mai 1876).
- 31 mai : Leonid Pasternak, peintre russe (° 4 avril 1862).
- ? mai : Emil Perška, footballeur serbe puis yougoslave (° 1897).

### Juin
- 5 juin : Antonín Procházka, peintre austro-hongrois puis tchécoslovaque (° 5 juin 1882).
- 6 juin : Francesco Verri, coureur cycliste italien (° 11 juin 1885).
- 7 juin :
  - Árpád Basch, peintre, graphiste et affichiste hongrois (° 16 avril 1873).
  - Fausto Eliseo Coppini, peintre italien (° 15 février 1870).
- 8 juin : Robert Desnos, poète français (° 4 juillet 1900).
- 9 juin : Georges Le Meilleur,  peintre et graveur français (° 31 janvier 1861).
- 12 juin : Gaston de Latenay, peintre, aquarelliste et graveur français (° 5 avril 1859).
- 15 juin : Albert von Mensdorff-Pouilly-Dietrichstein, diplomate autrichien actif pendant la période austro-hongroise (° 5 septembre 1861).
- 17 juin : Antonio Canepa, homme politique, universitaire et essayiste italien (° 25 octobre 1908).
- 20 juin : J. André Fouilhoux, architecte américain d'origine française (° 27 septembre 1879).
- 22 juin : Jamboul Jabayev, musicien et poète russe puis soviétique (° 28 février 1846).
- 24 juin : José Luis Gutiérrez Solana, peintre espagnol (° 28 février 1886).
- 25 juin : Lazar Zalkind, problémiste russe puis soviétique (° 2 janvier 1886).

### Juillet
- 6 juillet : Adolf Bertram, cardinal allemand (° 14 mars 1859).
- 9 juillet : Léon Printemps, peintre français (° 26 mai 1871).
- 15 juillet : Enrico Giannelli, peintre italien (° 30 décembre 1854).
- 18 juillet : Édouard Bisson, peintre français (° 6 avril 1856).
- 19 juillet :
  - George Barbier, acteur américain (° 19 novembre 1864).
  - Belle Johnson, photographe américaine (° 4 août 1864).
- 20 juillet : Paul Valéry, écrivain français (° 30 octobre 1871).
- 22 juillet : Veloso Salgado, peintre portugais (° 2 avril 1864).
- ? juillet :  Marguerite Crissay, peintre française (° 1874).

### Août
- 2 août : Emil von Řezníček, compositeur autrichien d'origine tchèque (° 4 mai 1860).
- 3 août : Rudolf Holsti, homme politique, journaliste et diplomate finlandais (° 8 octobre 1881).
- 10 août : Robert Goddard, ingénieur et physicien américain (° 5 octobre 1882).
- 13 août : Abel Faivre, peintre, illustrateur et caricaturiste français (° 30 mars 1867).
- 16 août : Nico Richter, compositeur néerlandais (° 2 décembre 1915).
- 18 août : Subhas Chandra Bose, dirigeant nationaliste indien (° 23 janvier 1897).
- 21 août : Maurice Eliot, peintre, pastelliste, graveur, illustrateur et professeur de dessin français (° 9 septembre 1862).
- 24 août : 
  - Venceslas Dédina, graveur, peintre et sculpteur français d'origine austro-hongroise (° 21 août 1872).
  - Midori Naka, actrice japonaise (° 19 juin 1909).
- 27 août : Antoine Albitreccia, historien et géographe français (° 25 décembre 1892).
- 28 août : Icilio Bacci, homme politique, conférencier et avocat italien (° 2 juillet 1879).

### Septembre
- 1er septembre : Frank Craven, acteur, dramaturge, librettiste, lyriciste, metteur en scène, producteur, réalisateur et scénariste américain (° 24 août 1875).
- 10 septembre : Väinö Raitio, compositeur finlandais (° 15 avril 1891).
- 13 septembre :
  - Annibale Comessatti, mathématicien italien (° 30 janvier 1886).
  - Édouard Fraisse, peintre, sculpteur et médailleur français (° 14 mai 1880).
- 15 septembre : Anton von Webern, compositeur autrichien (° 3 décembre 1883).
- 26 septembre : Béla Bartók, compositeur hongrois (° 25 mars 1881).
- 28 septembre : Pierre Aubin, peintre français (° 21 novembre 1884).

### Octobre
- 1er octobre : Oscar Lüthy, peintre suisse (° 26 juin 1882).
- 9 octobre : Fernando Obradors, compositeur espagnol d'origine catalane (° 17 octobre 1896).
- 10 octobre : Joseph Darnand, chef de la Milice française (° 19 mars 1897).
- 7 octobre : Paul Baignères, peintre, illustrateur et décorateur français (° 14 novembre 1869).
- 13 octobre :
  - Eugène Benjamin Selmy, peintre français (° 3 mai 1874).
  - Lucien Simon, peintre, aquarelliste, dessinateur et lithographe français (° 18 juillet 1861).
- 15 octobre : Pierre Laval, homme d'État français (° 28 juin 1883).
- 19 octobre :
  - Plutarco Elías Calles, président du Mexique de 1924 à 1928 (° 25 septembre 1877).
  - N. C. Wyeth, artiste et illustrateur américain (° 22 octobre 1882).
  - Gabriele Maria Deininger-Arnhard, peintre autrichienne
- 20 octobre : Paul Pascal, peintre français (° 25 novembre 1867).
- 23 octobre : Louis Moe, peintre, dessinateur, illustrateur, graveur et lithographe dano-norvégien (° 20 avril 1857).
- 24 octobre : Don Costello, acteur américain (° 5 septembre 1901).
- 25 octobre : Ermenegildo Agazzi, peintre italien (° 24 juillet 1886).
- 26 octobre : Paul Pelliot, sinologue et aventurier français (° 28 mai 1878).
- 28 octobre : Gilbert Emery, acteur, scénariste, dramaturge et metteur en scène américain (° 11 juin 1875).
- 30 octobre : Xian Xinghai, compositeur chinois (° 13 juin 1905).
- 31 octobre : 
  - Georges Lambelet, compositeur et musicologue grec (° 24 décembre 1875).
  - Ignacio Zuloaga, peintre espagnol (° 20 juin 1870).
- ?  octobre :
  - Felicija Bortkevičienė, femme politique lituanienne (° 1er septembre 1873).
  - Marie-Thérèse Dethan-Roullet, peintre française (° février 1870).

### Novembre
- 8 novembre : Alexandre Cingria, peintre, décorateur, dessinateur, critique d'art et écrivain suisse (° 22 mars 1879).
- 21 novembre : Robert Benchley, humoriste, acteur, journaliste et scénariste américain (° 15 septembre 1889).
- 25 novembre : Georges Charpy, chimiste, métallurgiste français (° 1er septembre 1865).
- 26 novembre : Annick Pizigot, résistante française (° 16 septembre 1924).
- 27 novembre : José Maria Sert, peintre et photographe espagnol (° 21 décembre 1874).
- 30 novembre : Albert Éloy-Vincent, journaliste et peintre français (° 20 décembre 1868).

### Décembre
- 3 décembre :
  - Léon Eyrolles, homme politique et entrepreneur français (° 14 décembre 1861).
  - Fred Rains, acteur britannique (° vers 1875).
- 4 décembre : Henri Voisin, peintre aquafortiste, graveur, illustrateur et sculpteur français (° 8 août 1861).
- 6 décembre : Yun Chi-ho, homme politique coréen (° 26 décembre 1865).
- 13 décembre : Adolphe Crauk, graveur au burin et peintre français (° 24 mai 1865).
- 14 décembre : Victor de Laveleye homme politique belge (° 6 novembre 1894).
- 15 décembre : Tobias Matthay, pianiste, professeur et compositeur britannique (° 19 février 1858).
- 16 décembre : Martha Stettler, peintre suisse (° 25 septembre 1870).
- 19 décembre :
  - John Amery, homme politique britannique (° 14 mars 1912).
  - Hans Bohrdt, peintre allemand (° 11 février 1857).
- 21 décembre : George Patton, général américain (° 11 novembre 1885).
- 25 décembre :
  - Georges Carré, peintre et illustrateur français (° 31 mai 1878).
  - Wang Kemin, homme politique chinois (° 4 mai 1879).
- 28 décembre : Marcello Fabri, poète, pamphlétaire, essayiste, écrivain, dramaturge, philosophe, critique d'art et peintre français (° 17 juin 1889).
- 29 décembre : James Gralton, militant communiste et syndicaliste irlando-américain (° 17 avril 1886).